# Neorrealismo italiano
El neorrealismo italiano fue un movimiento narrativo y cinematográfico que surgió en Italia durante la posguerra de la Segunda Guerra Mundial, es decir, a partir de 1945. Tuvo como objetivo mostrar condiciones sociales más auténticas y humanas, alejándose del estilo histórico y musical que hasta entonces había impuesto la Italia fascista (1922-1945). El término fue acuñado por el crítico Umberto Barbaro y suele considerarse que la primera película de esta corriente es Roma ciudad abierta, de Roberto Rossellini.

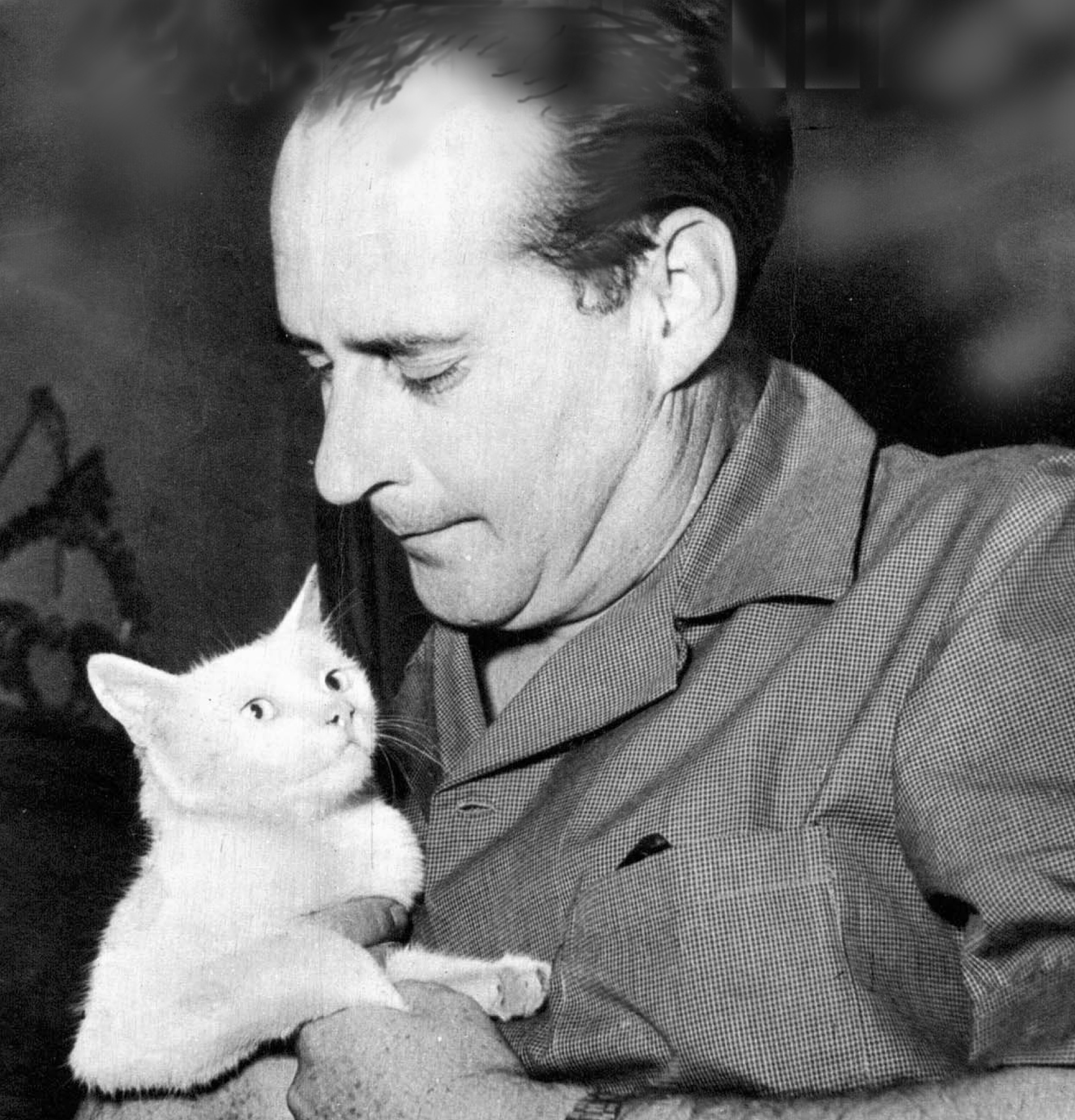
Roberto Rossellini con la gatita Saha del episodio «La envidia» de Los siete pecados capitales (1952).

Siguiendo la línea del cine mudo, en el que no había diálogos y por lo tanto las expresiones faciales de los actores eran un elemento clave para comprender los sentimientos de los personajes, el neorrealismo le dio más importancia a los sentimientos de los propios personajes que a la composición de la trama. Para poder comprender este nuevo estilo cinematográfico, hay que entender la improvisación como manera de describir la realidad. Es por eso que en ciertos casos los directores recurrían a actores no profesionales. Por eso también, en las películas neorrealistas, todo es bastante flexible y cambiante. Un claro ejemplo es Paisà de Roberto Rossellini. Movilizó a todo el equipo en dirección al lugar del rodaje y una vez allí sometió a los actores no profesionales a que contestaran a unas encuestas para que opinaran sobre cómo debía ser el curso del argumento. Criticado por ello, Rossellini respondió: «[…], y el insulto más grande era afirmar que soy un improvisador. Me siento considerablemente orgulloso de ser un improvisador; esto quiere decir que no estoy completamente dormido.»
Puede decirse que el neorrealismo italiano se inicia en 1945 con Roma, ciudad abierta (Roma, città aperta) de Roberto Rossellini y que continúa con cineastas tan destacados como Vittorio De Sica con Sciuscià (El limpiabotas) en 1946 y Ladri di biciclette (Ladrón de bicicletas) en 1948 y Luchino Visconti con La tierra tiembla (La terra trema) en 1948.
Los guionistas Suso Cecchi d'Amico y Cesare Zavattini fueron, entre otros escritores, autores importantes en este movimiento, escribiendo las historias para los directores del neorrealismo italiano.Varios teóricos del cine, como Robert McKee, consideran responsables de la calidad artística del neorrealismo italiano a guionistas como ellos tanto como a los directores de las películas.

## Historia
Durante los años del fascismo italiano, el cine fue notablemente impulsado desde el régimen. Mussolini entendió que era una poderosa arma como medio de expresión y que podía convertirlo en un instrumento útil para sus fines. Así llevó a cabo una política autárquica en la que se fomentó el desarrollo del cine italiano en detrimento de la importación de cine extranjero, concretamente el estadounidense. Surgieron entonces los famosos estudios Cinecittà que sirvieron de escenario a alrededor de 200 largometrajes desde su creación en 1937 hasta 1943, año en el que el grueso de la producción cinematográfica italiana comenzó a realizarse en Venecia.
Estas producciones eran de tipo propagandístico o al estilo de las comedias de Hollywood, de índole amable, románticas, sin excesivas complicaciones y con final feliz. En definitiva, lo que en Italia se conocía como “comedias de teléfono blanco”. Marcado por el signo del fascismo, es decir, por la censura, el arte cinematográfico no podía levantar un vuelo sostenido más allá de la atenta vista avizor de sus guardianes. Las películas no podían mostrar la delincuencia o la pobreza y tampoco estaba permitido el uso de la sátira; se trataba de dar la imagen de una nación intachable y perfecta.
Con la caída de Mussolini, tanto el cine como otras ramas del arte, se sintieron más libres para buscar modelos en la tradición realista de anteriores épocas y reaccionaron ante los cánones de la época fascista. Uno de los referentes más claros para cineastas y literatos fue el escritor de la segunda mitad del siglo XIX, Giovanni Verga, destacando sobre todo su novela I Malavoglia. Pero no sólo la producción propia del país sirvió de referencia, sino que también tuvo gran influencia por ejemplo, el realismo cinematográfico soviético y el realismo poético francés.
En 1945 el cine italiano abandonó la retórica propagandística y dejó de ofrecer esa visión de una Italia perfecta e invencible y dirigió su mirada hacia un país que debía sobrevivir a la catástrofe bélica y a sus consecuencias, un país devastado, asolado por la miseria, el hambre y el dolor. La escasez de medios y la nueva situación del país obligaron a los autores a reinventar su profesión.
El neorrealismo llegó al finalizar la contienda con un aire rompedor y con la intención de acabar con ese cine que mostraba sólo un lado amable de la sociedad, y que estos creadores consideraban falso. 

## Características
- El contenido

El más significativo elemento que permitió comprender el efecto de "ruptura" de los primeros largometrajes del nuevo movimiento, es que en ellos se reflejó con total transparencia la Italia triste, en blanco y negro y hambrienta de la posguerra, la resistencia y los caídos en la contienda. Sin embargo, esta temática no supuso, ni mucho menos, una novedad en la historia del cine. La verdadera grandiosidad de este movimiento se refirió específicamente a su estilo. En esta tesitura, algunos cineastas decidieron buscar la objetividad en sus historias y, en muchos casos a modo de documental, mostrar la realidad más auténtica. El cine italiano se propuso narrar la crónica de la cotidianeidad de la Italia de posguerra. Adquirió así, un compromiso social, dando testimonio de la realidad al mostrar lo que, hasta ese momento, se había ocultado. Se convirtió en una denuncia social contra la crueldad, el paro, las condiciones infrahumanas, la situación de la mujer y de los más pequeños. Desapareció la obligatoriedad del final feliz, propio de la industria americana. Se buscaba hacer pensar al espectador y hacerle consciente del entorno en el que vivían. Se forjó de este modo una relación nueva entre el público y el artista, el director era consciente de que podía ayudar a su país y de que el cine podía cambiar las cosas.
- La técnica

Estas producciones, en cuanto a la puesta en escena y realización, estaban marcadas por la precariedad de recursos técnicos. Se propuso como un cine más austero. La austeridad surgía tanto de las condiciones en que había que trabajar como de un propósito voluntario de mostrar las cosas como son. No se utilizaban los estudios de grabación sino que se recurrió fundamentalmente a escenarios naturales sin ningún tipo de ambientación artificial, sin decorados, o mejor dicho, en un decorado auténtico,  como las calles, casas, espacios públicos, etc. Se redujo la iluminación al mínimo, el estilo fotográfico era bastante rudo. Pocas veces se trabajaba con equipos de sonido, no se recogía sonido directo, sino que se realizaban los doblajes, lo que permitía mayor movilidad de la cámara. Se empezaron a ver movimientos de cámara en mano. Se buscaba reducir al mínimo la fragmentación de las tomas, recurriendo así a tomas de mayor duración, con el fin de mostrar una realidad más verosímil, es decir, las acciones sin corte, respetando las normas de continuidad. 
- Nuevos actores

No se utilizaban actores reconocidos, sino que en muchos casos, eran los auténticos protagonistas, los personajes reales y relataban sus propias experiencias. No había cabida en este cine para las estrellas, sino que las personas narraban sus vivencias, y se interpretaban a sí mismos. Protagonizaron estas obras las clases populares, los grupos marginales de la sociedad que rara vez habían ocupado un lugar tan preeminente en cine. Aparecieron además, dos nuevos tipos de personaje: la mujer y el niño.
- El sentimiento sobre la imagen

Los directores otorgaban mayor importancia a los sentimientos que a la composición icónica, pero sin despreciar esta. De igual manera, el guion tenía gran relevancia ya que se lo consideraba foco fundamental de expresión, por lo que el peso de los diálogos era elemento vital. Se solía utilizar el dialecto (Italia posee muchos) como forma de lenguaje más esencial y auténtico. 
- El recurso de la improvisación

Este era un recurso indispensable, ya que para describir la realidad había que entender su naturaleza dinámica. Por ello, no había rigidez, todo era flexible y cambiante. 
- La posición moral

Es la alma mater que mejor definió este movimiento. Todas las cintas expresaban una fulgurante necesidad de sinceridad, de descripción cruda de la realidad; Y siempre con un fin didáctico a nivel moral. Muchos de los directores neorrealistas eran cercanos al Partido Comunista Italiano, que tantos fieles arrastró durante décadas en Italia. El cine neorrealista tenía una serie de principios morales (entre los que destaca la importancia del hombre) que seguían una línea de origen cristiano.
- El sentido de protesta

Su objetivo era impulsar el séptimo arte no como una forma de entretenimiento, sino como método de crítica, como instrumento político.

## El fin del neorrealismo
En los años 50 Italia ya empezaba a resurgir. En 1948 llegó al poder la Democracia Cristiana, cancelando la era posbélica del romanticismo antifascista militante. En los primeros meses del año siguiente, mientras se prepara la nueva ordenación jurídica del cine italiano, hubo un solo film en rodaje en toda Italia. El nuevo gobierno, comenzó a oponerse ante esta corriente por el efecto que podían causar esos documentos sociales en el extranjero. En consecuencia,  se reforzó la censura y se idearon sistemas de protección económica a la producción, con el fin de producir un viraje de aquel cine pesimista. Comenzaron a aparecer grandes productoras y el cine volvió a hacerse más comercial. El neorrealismo empezó a disgregarse, poco a poco perdió fuerza y fue desapareciendo. Los directores comenzaron a hacer un cine más personal, así como también surgieron nuevos realizadores que representaron ya, la fase posneorrealista, como Federico Fellini y Michelangelo Antonioni. El cine italiano andaba buscando nuevos caminos y nuevos horizontes expresivos. Al iniciarse la década de los cincuenta, ya tenía un prestigio universal y era considerado como el más avanzado del mundo.

## Influencias
El Neorrealismo italiano llegó a influir en muchos cineastas dentro y fuera de Europa,; uno de ellos sería el español Luis Buñuel, y su película Los olvidados, de 1950, es uno de los mejores ejemplos. Otro caso sería el del cineasta hondureño Sami Kafati con su mediometraje Mi Amigo Ángel de 1962, donde se muestra la realidad de las condiciones de las clases más bajas de la capital hondureña. Otros ejemplos de la influencia estética del movimiento sería el de la película del 2018 Roma, dirigida por Alfonso Cuarón, que retrata la vida de una trabajadora doméstica (interpretada por Yalitza Aparicio).

## Obras y autores

### Precursores e influencia
- Las obras realistas de Giovanni Verga.
- La novela Cristo si è fermato a Eboli de Carlo Levi (1945).
- 1860, de Alessandro Blasetti (1934).
- Toni, de Jean Renoir (1935)
- La nave bianca (1941), Un pilota ritorna (1942), L'uomo dalla croce (1943), de Roberto Rossellini
- Uomini sul fondo y Alfa Tau!, de Francesco De Robertis, (1941)
- Quattro passi fra le nuvole, de Alessandro Blasetti (1942)
- Avanti c'è posto, de Mario Bonnard (1942)
- Campo de' fiori, de Mario Bonnard (1943)
- I bambini ci guardano, de Vittorio De Sica (1943)
- L'ultima carrozzella, de Mario Mattoli (1943)
- La película O sole mio, de Giacomo Gentilomo (1945)
- El documental Gente del Po, de Michelangelo Antonioni (1943)

### Películas

#### Luchino Visconti
- Ossessione (1943).
- La terra trema (1948).
- Bellissima (1951).

#### Roberto Rossellini
- Roma, città aperta (1945) - Palma de Oro Festival de Cannes.
- Paisà (1946).
- Germania anno zero (1948).
- Stromboli terra di Dio (1950).
- Europa '51 (1952).
- Viaggio in Italia (1954).

#### Vittorio De Sica

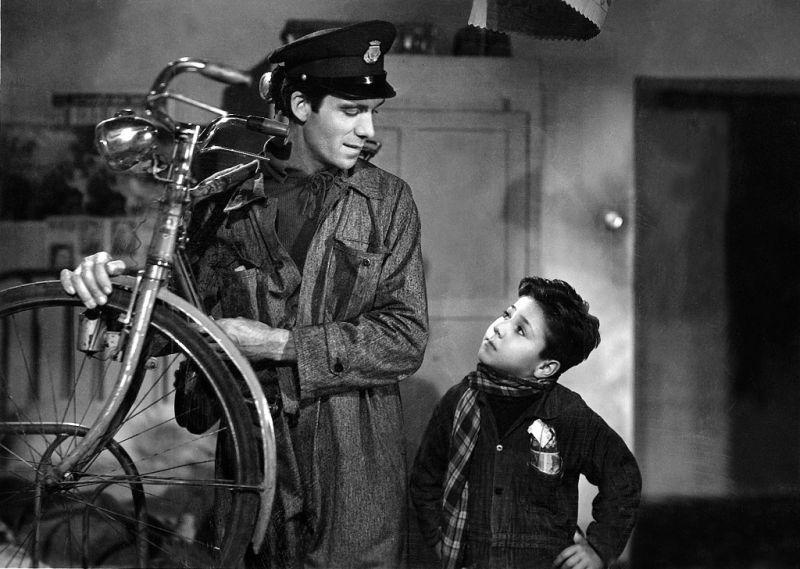
Una escena del film Ladri di biciclette

- El limpiabotas (1946) - Oscar honorario.
- Ladri di biciclette (1948) - Oscar honorario.
- Miracolo a Milano (1951) - Palma de Oro Festival de Cannes.
- Umberto D. (1952).
- Stazione Termini (1953).

#### Giuseppe De Santis
- Caccia tragica (1947).
- Non c'è pace tra gli ulivi (1950).
- Riso amaro (1949).
- Roma ore 11 (1952).

#### Alberto Lattuada
- Il bandito (1946).
- Senza pietà (1948).

#### Pietro Germi
- Gioventù perduta (1947).
- In nome della legge (1948).
- Il cammino della speranza (1950).
- Il ferroviere (1956).

#### Renato Castellani
- Sotto il sole di Roma (1948).
- È primavera (1949).
- Due soldi di speranza (1952) - Palma de Oro Festival de Cannes.

#### Luigi Zampa
- Anni difficili (1948).
- Processo alla città (1952).

#### Federico Fellini
- I Vitelloni (1953) - León de Plata en el Festival de Venecia; dos bandas de plata (mejor dirección, actor no protagonista y producción).
- La strada (1954) - Oscar a la mejor película extranjera; León de Plata en el Festival de Venecia; dos bandas de plata (mejor dirección y producción).

#### Carlo Lizzani
- Achtung! Banditi! (1951).
- Cronache di poveri amanti (1954).

#### Francesco Maselli
- Gli sbandati (1955) - Mención especial en Festival de Venecia.

#### Francesco De Robertis
- Uomini sul fondo (1941);
- Fantasmi del mare (ottobre 1948);
- Il mulatto (1949);
- Gli amanti di Ravello o Fenesta ca' lucive (1950);
- Carica eroica (1952);
- I sette dell'Orsa maggiore (1953);
- Uomini ombra (1954);
- Mizar (Sabotaggio in mare) (1954);
- Ragazzi della Marina (1958).